# NGC 5444
NGC 5444 ist eine Elliptische Galaxie vom Hubble-Typ E2 im Sternbild Jagdhunde am Nordsternhimmel. Sie ist schätzungsweise 179 Millionen Lichtjahre von der Milchstraße entfernt und hat einen Durchmesser von etwa 130.000 Lj. 

Im selben Himmelsareal befinden sich u. a. die Galaxien NGC 5440, NGC 5441, NGC 5445. 
Das Objekt am 14. April 1789 von Wilhelm Herschel mit einem 18,7-Zoll-Spiegelteleskop entdeckt, der sie dabei mit „pB, pL, irregularly extended, bM“ beschrieb.